# Petaphora maritima
Petaphora maritima är en insektsart som först beskrevs av Matsumura 1903.  Petaphora maritima ingår i släktet Petaphora och familjen spottstritar. Inga underarter finns listade i Catalogue of Life.